# 山形県道25号寒河江村山線
山形県道25号寒河江村山線（やまがたけんどう25ごう さがえむらやません）は、山形県寒河江市から山形県村山市に至る県道（主要地方道）である。

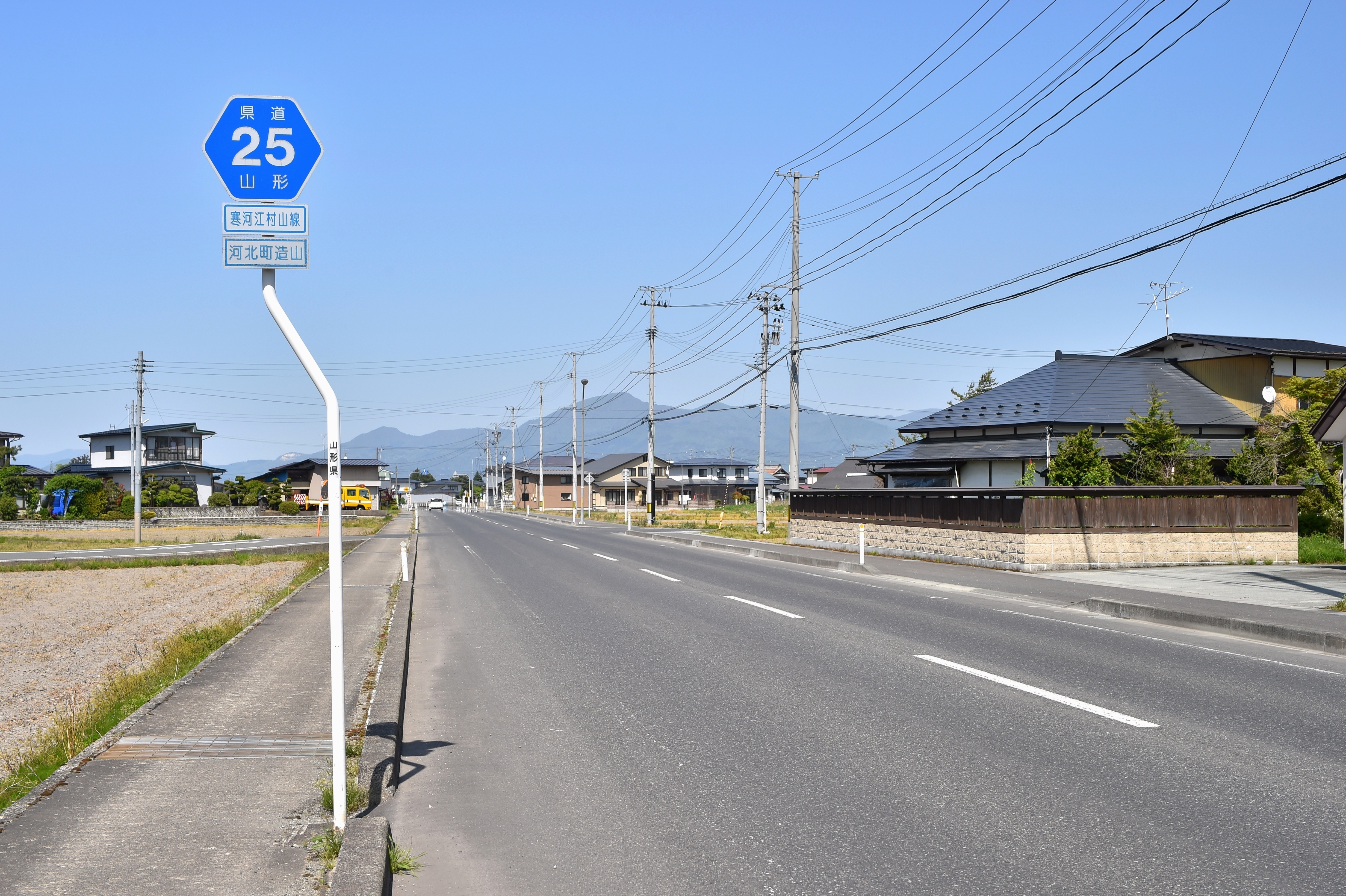
山形県道25号寒河江村山線
河北町造山（2024年5月）

## 概要

### 路線データ
- 陸上距離：18.1 km[1][出典無効]
- 起点：寒河江市本町（山形県道23号天童大江線・山形県道282号皿沼河北線交点）
- 終点：村山市楯岡晦日町（山形県道29号尾花沢関山線交点）

## 歴史
- 1993年（平成5年）5月11日 - 建設省から、県道寒河江村山線が寒河江村山線として主要地方道に指定される[2]。

## 路線状況

### 通称・愛称

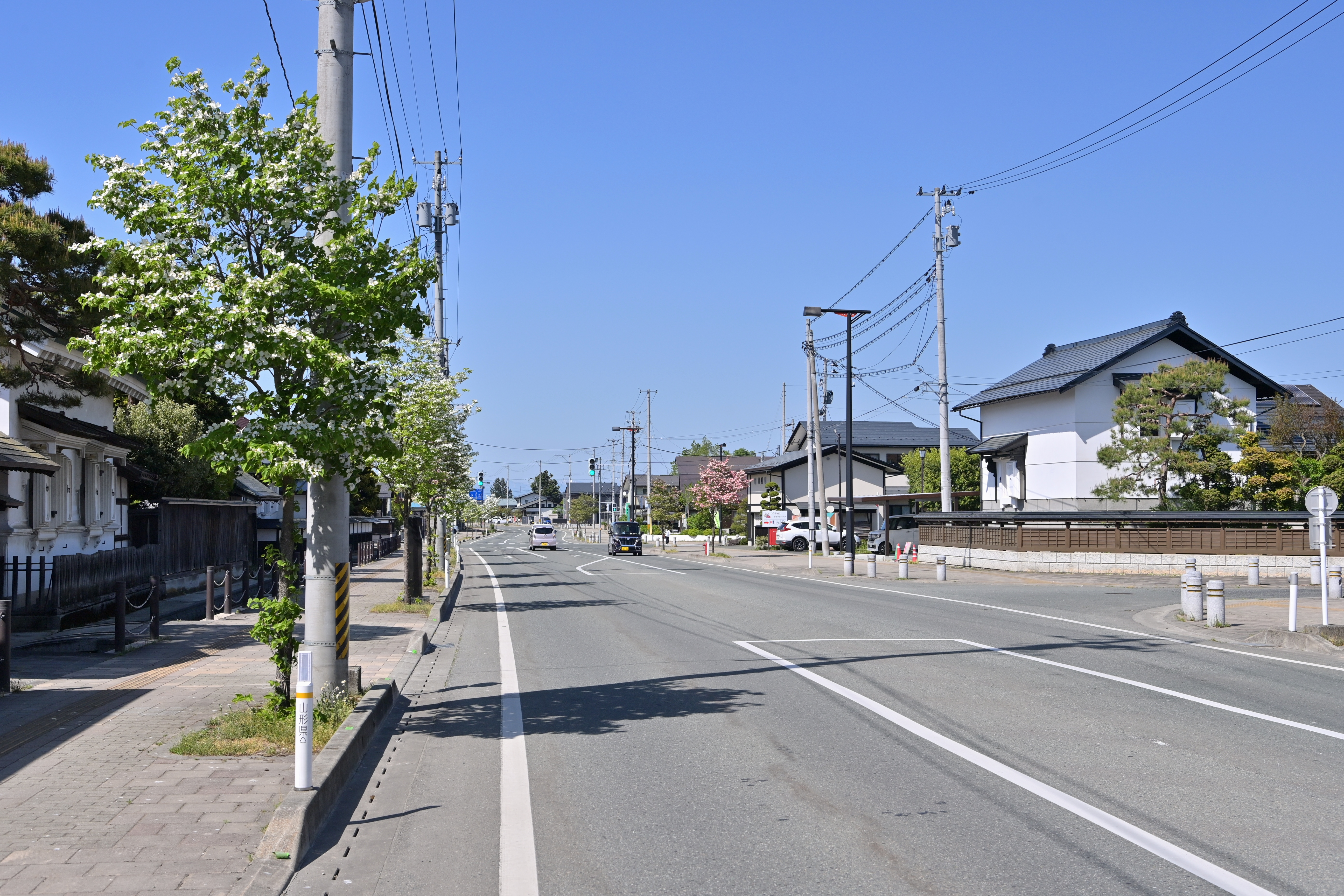
ひな市通り（2024年5月）

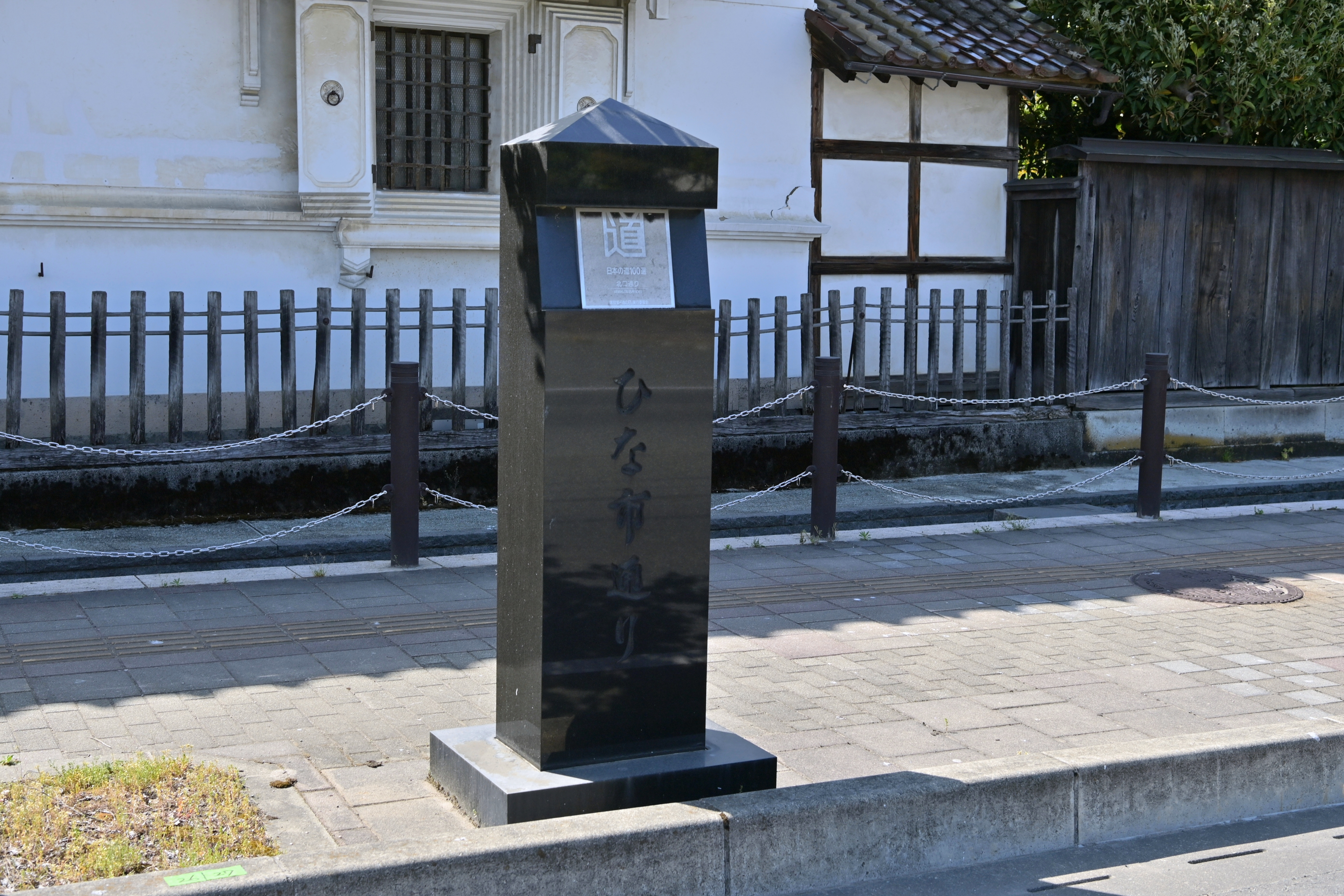
ひな市通りの「日本の道100選」顕彰碑

- 西部街道
- ひな市通り（西村山郡河北町）
河北町道所岡東線交差点 - 町道所岡北口交差点間、0.45 km区間の通りの愛称[3]。1986年（昭和61年）8月10日に、旧建設省と「道の日」実行委員会により制定された「日本の道100選」にも選定されている[4]。安土桃山時代の武将白鳥長久が月六斎と称する市を設置させたといわれ、明治後期まで続いていた毎月2日と6日に行われていた二・六市のうち、今もなお唯一継承されて続いている4月2日の「ひな市」が行われることに由来する[3]。毎年4月2日・3日の両日に催される谷地ひなまつりの際には、県内の宝庫ともいわれる時代雛が一般公開されて、街路には露店が並び県内外からの観光客で賑わう[3]。

### 重複区間
- 国道347号（河北町要害 - 河北町松崎角間）
- 山形県道110号天童河北線（河北町松崎角 - 河北町谷地間）

### 橋梁
- 寒河江川橋（寒河江市、寒河江川）
- 河北橋（河北町、最上川）
- 松沢橋（東根市、白水川）
  - 2011年から松沢橋工区の整備が着手し、2018年11月2日に新しい松沢橋が開通した[5]。
- 楯岡陸橋（村山市、奥羽本線）

## 地理

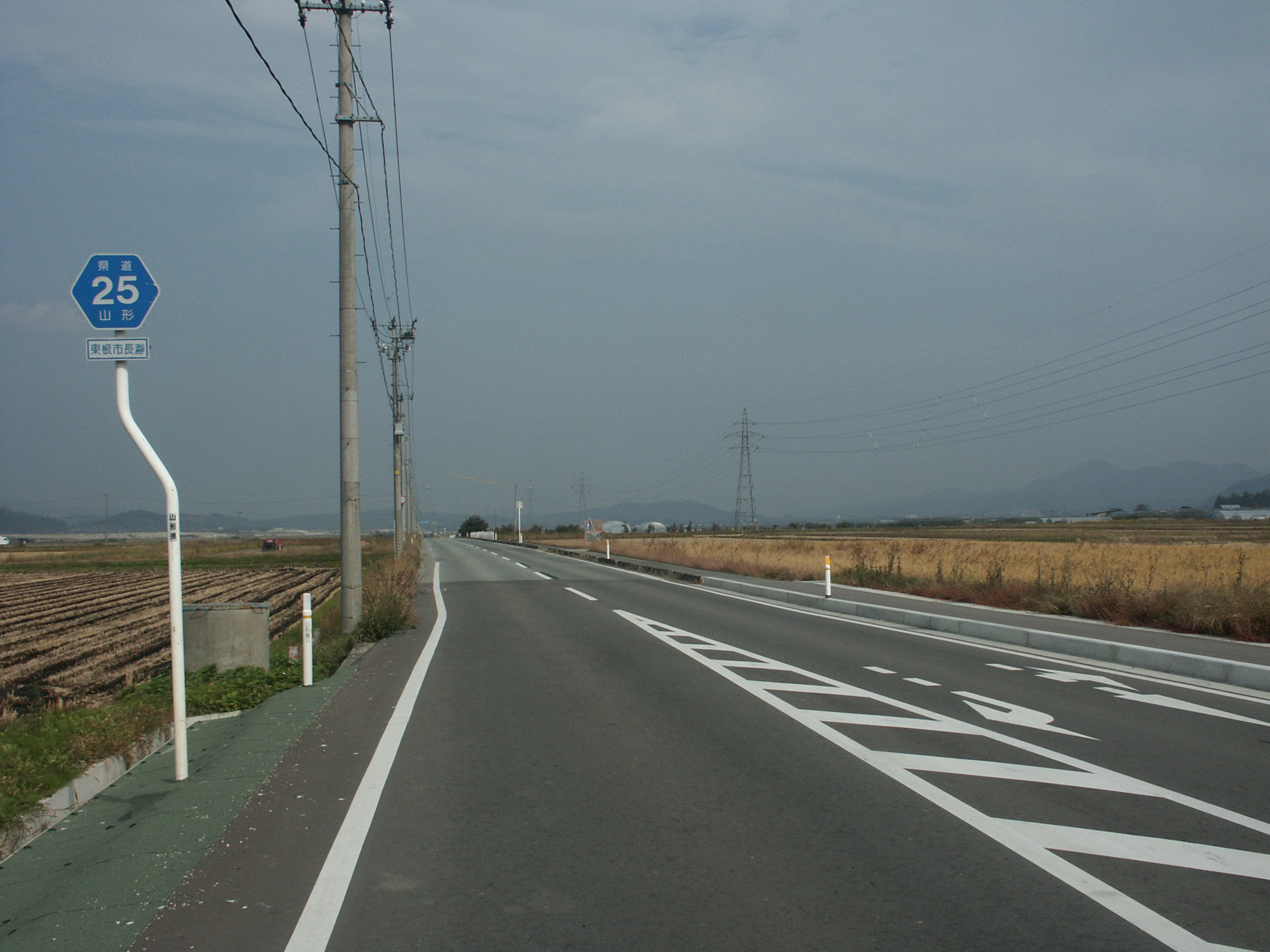
東根市長瀞付近

### 通過する自治体
- 寒河江市
- 西村山郡河北町
- 東根市
- 村山市

### 交差する道路

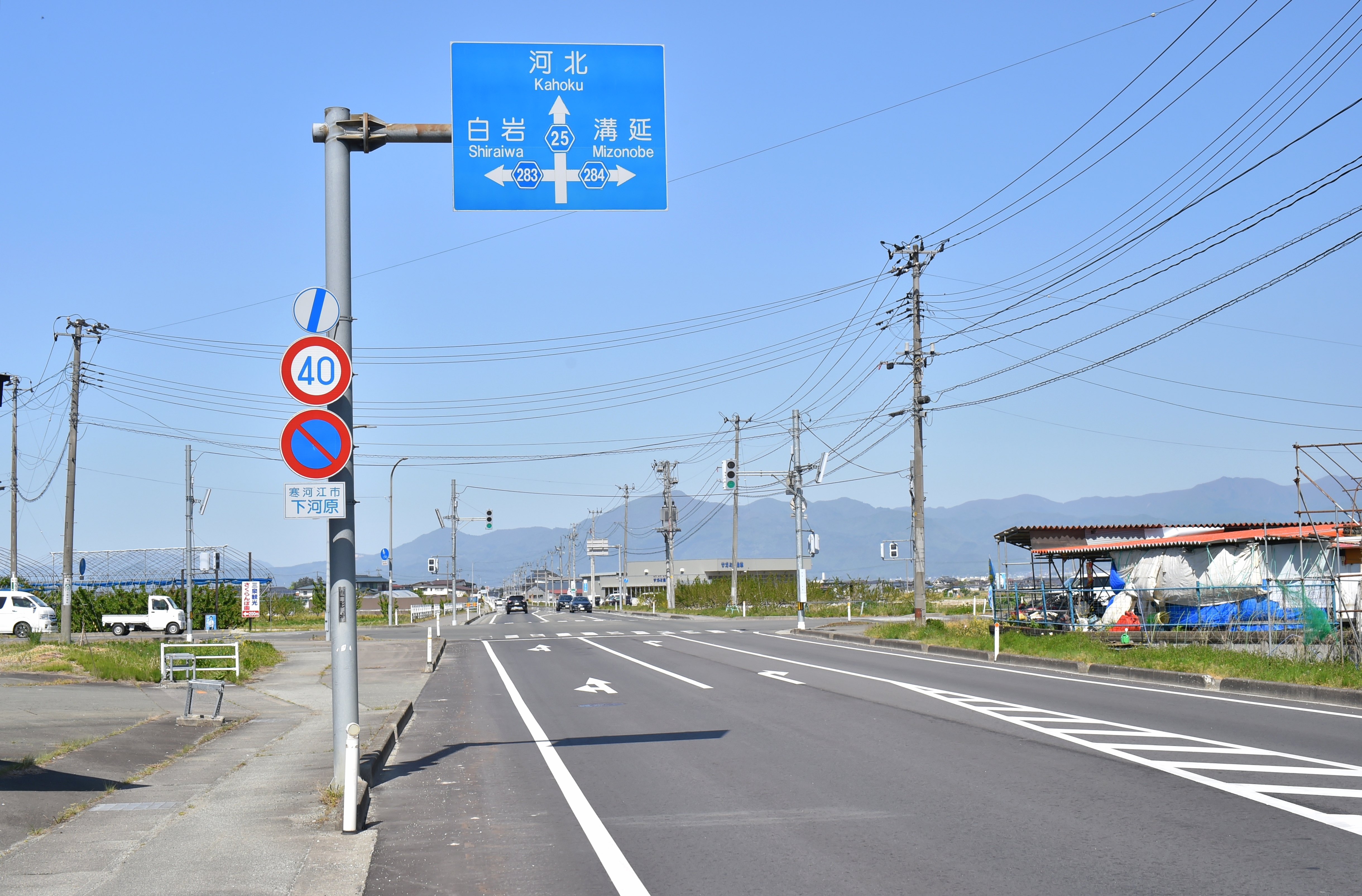
山形県道283号日和田河原線・山形県道284号溝延河原線との交点（寒河江市下河原、2024年5月）

- 山形県道23号天童大江線・山形県道282号皿沼河北線（寒河江市本町2丁目）
- 国道112号（寒河江市西根）
- 山形県道283号日和田河原線・山形県道284号溝延河原線（寒河江市中河原）
- 国道287号（河北町要害）
- 国道347号（河北町要害 - 河北町松崎）
- 山形県道110号天童河北線（河北町松崎 - 河北町谷地）
- 山形県道110号天童河北線・山形県道282号皿沼河北線（河北町谷地）
- 山形県道299号樽石河北線（河北町谷地）
- 山形県道294号大久保村山停車場線（村山市河島）
- E13 東北中央自動車道 東根北IC（東根市松沢）
- 山形県道381号村山大石田線（村山市中央2丁目）
- 国道13号（村山市中央1丁目）
- 山形県道29号尾花沢関山線（村山市楯岡十日町）

### 沿道の施設など
- 寒河江市役所
- 西村山広域行政事務組合消防本部
- 山形県立谷地高等学校
- 河北町役場
- 谷地八幡宮
- 村山市消防本部